# My Hallelujah Song
«My Hallelujah Song» — другий сингл першого альбому американської співачки кантрі Джуліанн Гаф — «Julianne Hough». В США вийшов 22 вересня 2008. Пісня посіла 40 місце на «Billboard» Hot Country Songs.

## Список пісень
| #  | Назва                | Тривалість |
| -- | -------------------- | ---------- |
| 1. | «My Hallelujah Song» | 3:30       |

## Музичне відео
Режисером відеокліпу був Вен Ішем. Зйомки проходили в Лос-Анджелесі, США.

## Чарти
| Чарт (2008)                      | Місце |
| -------------------------------- | ----- |
| U.S. Billboard Hot Country Songs | 44    |